# Konzertchor Darmstadt
Koordinaten: 49° 52′ 38,7″ N, 8° 39′ 36,4″ O
Der Konzertchor Darmstadt unter der Leitung von Wolfgang Seeliger gehört zu den bekanntesten Chören Deutschlands. Seit seiner Gründung im Herbst 1977 gastierte er in nahezu allen bedeutenden europäischen Konzertsälen und wurde zu Tourneen in die Vereinigten Staaten, nach Israel, Nord- und Südkorea, Japan und Indonesien eingeladen. Zur Konzerttätigkeit kommen Rundfunk-, Fernseh- und CD-Aufnahmen.
Das Streben nach lebendiger Musikvermittlung ist das oberste Arbeits- und Stilprinzip des Chors. In den Arbeitsphasen einer Produktion steht die gemeinsame Erarbeitung des Ausdrucksgehaltes der Musik immer im Vordergrund. Darüber hinaus entwickelt der Chor neue Darstellungsformen zur szenischen Umsetzung konzertanter Werke.
Aufsehen erregten unter anderem die szenischen Aufführungen von Orffs Carmina Burana, Händels Belshazzar, Honeggers König David. So bietet der Konzertchor Darmstadt professionell ausgebildeten Sängerinnen und Sängern aus allen Teilen der Bundesrepublik ein Wirkungsfeld abseits der üblichen Pfade klassischer Musikproduktion.
Der Chor arbeitet regelmäßig mit der Darmstädter Hofkapelle und dem Beethoven Akademie Orchester Krakau zusammen. Zudem gab es eine Zusammenarbeit mit Dirigenten und Orchestern wie beispielsweise den Radio-Sinfonieorchestern Saarbrücken und Frankfurt, der Staatsphilharmonie Rheinland-Pfalz, dem Bolschoi-Orchester Moskau, dem Mozarteum-Orchester Salzburg und der Jungen Deutschen Philharmonie unter Dirigenten wie Gary Bertini, Dennis Russell Davies, Gianluigi Gelmetti, Paolo Carignani, Alexander Lazarev, Leif Segerstam und Marcello Viotti.
Das Repertoire des Konzertchores reicht von der geistlichen und weltlichen Musik des Mittelalters bis hin zu vielen Erst- und Uraufführungen zeitgenössischer Werke (u. a. von Jean Françaix, Wolfgang Rihm und Mauricio Kagel). Es umfasst die gesamte Palette der A-cappella-Literatur ebenso wie Popularmusik und den Opern- und Oratorienbereich. Über die Standardwerke der Chorliteratur hinaus möchte der Chor insbesondere selten aufgeführte und ausgefallene Musik zu Gehör bringen.
Wichtigste Auszeichnungen waren die ersten Preise im internationalen Chorwettbewerb „Let the Peoples Sing“, der von allen Rundfunkanstalten der Welt ausgetragen wird, 1988 in der Kategorie „Große Chöre“, 1990 in der Kategorie „Kammerchöre“, zu dem noch die „Silver Rose Bowl“ als bester Chor des gesamten Wettbewerbs kam. Im Juli 1989 wurde mit dem Konzertchor Darmstadt erstmals ein Chor zum Lockenhauser Kammermusikfest eingeladen, das unter der Leitung des bedeutenden Geigers Gidon Kremer stand. Von 1981 bis 2000 stellte der Chor den Opernchor der Schlossfestspiele Heidelberg.

## Aufnahmen
- Max Bruch: Lieder für gemischten Chor a cappella, Vol. I
- Max Bruch: Lieder für gemischten Chor a cappella, Vol. II
- Carl Amand Mangold: Abraham
- Johannes Brahms: Deutsche Volkslieder, Gesamtaufnahme
- Georg Philipp Telemann: Matthäus-Passion
- „Schweig stille mein Herz“: Chorlieder der Romantik
- Chorlieder der deutschen Romantik
- Kantaten & Lieder zur Weihnacht
- Konzertchor Darmstadt singt Weihnachtslieder A Cappella
- Der Lindenbaum – Berühmte Chöre singen deutsche Volkslieder
- Lieder für Mixed Choir / Scottish & Welsh Folk by Konzertchor Darmstadt
- Romantic German Folk Song by Konzertchor Darmstadt
- Giuseppe Verdi: Messa Da Requiem

## Sonstiges
Von 1993 bis 2000 war der Chor Veranstalter der von ihm gegründeten „Sommerspiele im Jagdschloss Kranichstein“. Im Jahre 2001 hat der Konzertchor Darmstadt zusammen mit Wolfgang Seeliger die „Darmstädter Residenzfestspiele“ ins Leben gerufen. Der Chor wirkt dort jedes Jahr bei mehreren Konzerten mit. Auf Einladung der nordkoreanischen Regierung sowie mit Unterstützung des Auswärtigen Amtes und des Goethe-Institutes nahm der Konzertchor im April 2006 am nordkoreanischen „Frühlingsfestival“ in Pjöngjang teil. Als erster deutscher Chor in Nordkorea konnte er so auf musikalische Weise für Völkerverständigung und Toleranz werben. Der Konzertchor Darmstadt ist Mitglied im Verband deutscher Konzertchöre (VDKC) und im Arbeitskreis Musik in der Jugend (AMJ). Er hat seinen Sitz im Achteckhaus Darmstadt.